# Guy René Babault
Guy René Babault (1888-1963) est un explorateur, chasseur et naturaliste français de la première moitié du XXe siècle.

## Biographie
Guy René Babault fils naturel du baron Arthur de Rothschild le 23 mars 1888 à Paris et de Eugénie Louise Babault. À la suite du décès de sa mère en 1909, il se trouve à la tête d'une fortune importante qu'il consacre à la science et aux voyages.

## Premiers voyages
Dès 1912, devenu associé du Museum national d'histoire naturelle de Paris, il effectue ses premières expéditions d'abord en 1913 en Afrique orientale britannique (Kenya et Ouganda),. En 1914 c'est une expédition en Himalaya et dans les régions centrales de l'Inde. Il est accompagné du préparateur Jean Deprimoz et du taxidermiste Julien Simon. La déclaration de guerre met un terme provisoire à son travail.
 En 1915, affecté aux convois automobiles il se marie à Paris le 28 octobre avec Marcelle Fanton.

## L'Afrique
Après la guerre, il reprend ses voyages d'abord dans le sud algérien et en Tunisie puis de nouveau au Kenya en compagnie d'Albert Boudarel, préparateur au Muséum.
1926 est une année importante car elle voit l'ouverture d'une exposition à Bourges des animaux naturalisés prélevés au cours de ses expéditions. En 1927, il en fait don au tout nouveau Muséum d'histoire naturelle de Bourges.
À la fin des années 1920, séparé de biens de sa première épouse en 1928, il devient pour un temps planteur de café sur son domaine de Kadjudju à Katana au Congo belge, dans la région de Kivu. En 1930 il est fait chevalier de la légion d'honneur. Pendant cette période il envoie régulièrement des spécimens en France, ce qui lui vaut des problèmes avec les autorités locales et le conduira de nouveau au Kenya d'abord à Nairobi puis à Mombasa.
En 1939 il s'engage dans les forces françaises libres au Maroc et figure sur les listes des résistants reconnus.
De son mariage avec Marcelle Fanton il est père de trois enfants : Renée, Roger et Paul-Louis Babault. Puis il se marie une seconde fois et devient père de deux autres enfants nés au Kenya : Terry et René Babault lequel continuera son activité de chasseur professionnel et ses petits enfants sont organisateurs de safaris-photos.
Perdant la vue vers la fin de sa vie, il doit mettre un terme à ses activités et meurt à Mombasa le 3 février 1963.

## Hommages
Une espèce de poisson porte son nom : Pseudosimochromis babaulti.